# Rubia filiformis
Rubia filiformis là một loài thực vật có hoa trong họ Thiến thảo. Loài này được F.C.How ex H.S.Lo miêu tả khoa học đầu tiên năm 1999.